# Mormia saxicola
Mormia saxicola är en tvåvingeart som först beskrevs av Tokunaga och Komyo 1956.  Mormia saxicola ingår i släktet Mormia och familjen fjärilsmyggor. Inga underarter finns listade i Catalogue of Life.